# Aerides sukauensis
Aerides sukauensis är en orkidéart som beskrevs av Phyau Soon Shim. Aerides sukauensis ingår i släktet Aerides och familjen orkidéer. Inga underarter finns listade i Catalogue of Life.